# Claudio Quinteros
Claudio Quinteros  (Buenos Aires, 23 de abril de 1970-ibídem, 8 de octubre de 2013) fue un actor argentino de cine, teatro y televisión, y director teatral.

## Carrera
Quinteros fue un joven actor, que se formó profesionalmente con Alejandra Boero y Agustín Alezzo. Egresó de la Escuela Nacional de Arte Dramático, donde estudió la carrera de Pedagogía.
Adquirió una enorme popularidad en el rol de villano secundario en la telenovela Resistiré en 2003, protagonizada por Pablo Echarri, Celeste Cid, Fabián Vena y Carolina Fal. Gracias al personaje de "Andrés Panini" que interpretó  en dicha tira, obtuvo el Premio Martín Fierro como revelación masculina en ficción en el 2004.

## Fallecimiento
Claudio Quinteros falleció el 8 de octubre de 2013 a los 43 años, víctima de cáncer que le fue descubierto a principio de año. Sus restos fueron velados en una sala de la calle de Concepción Arenal, y sepultados en el Panteón Argentino de Actores del Cementerio de la Chacarita.

## Filmografía
- 1995: Tres tristes tigres
- 1996: ¡Ratas!
- 2000: Teodelina km 341
- 2006: Mientras tanto
- 2013: El último verano de la Boyita

## Televisión
- 1992: El precio del poder
- 1993: Cartas de amor en cassette con Miguel Ángel Solá
- 1999: Muñeca Brava
- 2003: Resistiré
- 2004: El Deseo con Natalia Oreiro
- 2008: Algo habrán hecho por la historia argentina con Felipe Pigna
- 2013: Historias de diván (episodio "La revelación de Víctor"), con Jorge Marrale
- 2013: El gusto de mirar con Gabriel Rosas

## Teatro
- El zoo de cristal, con Claudia Lapacó, Laura Novoa y Facundo Ramírez.
- La Venus de las pieles.
- El legado de Caín, con Nayla Pose, Anabella Bacigalupo y Marcela Mella.
- Nuestros padres, una pieza inspirada en Barranca abajo, de Florencio Sánchez.
- Espía a una mujer que mata.
- Panorama desde el puente, junto con Arturo Puig.
- Hombre y superhombre.
- Macbeth.[4]
- Yo Así, de Nayla Pose. Basada en las memorias del Abate de Choisy.

Además fue el fundador de la sala y estudio teatral El Brío.

### Videoclip
- 2003  "Asesiname"  Charly García

## Galardones
- Premio Martín Fierro 2004, a la revelación masculina en ficción por su personaje en Resistiré.
- Premio ACE 2004, como mejor actor de reparto en drama por la obra Panorama en el Puente.